# Río Mahi
El río Mahi (en hindi: माही नदी) es un río costero del oeste de la India que desagua en el mar Arábigo. Tiene unos 583 km de longitud y una cuenca de drenaje de 34 842 km².

## Geografía
Nace en el estado de Madhya Pradesh y, tras pasar por la región de Vagad, en el estado de Rajastán, entra en Guyarat y desagua en el mar a través de un amplio estuario en el golfo de Khambhat, cerca de la propia ciudad de Khambhat. Es uno de los tres principales ríos del subcontinente indio que discurren de este a oeste, siendo los otros dos los ríos Tapti y Narmada.
Ha dado su nombre a la agencia de Bombay Mahi Kantha, y también a los mehwasis, merodeares montañeses a menudo mencionados en las crónicas árabes.